# Pattishall
Pattishall is een civil parish in de buurt van Towcester in Northamptonshire in Engeland. Het dorp ligt aan de Romeinse Watling Street, nu de A5. Naast het dorp Pattishall omvat de parish ook de dorpen Eastcote, Astcote en Dalscote, alsmede de wijk Cornhill. De naam van het dorp is afgeleid van de familie Pattishall, waarvan er drie eminente rechters waren in de 13e eeuw. Een van hen, Simon of Pattishall, heeft mede de Magna Carta opgesteld.